# Poliops striatus
Poliops striatus là một loài ruồi trong họ Tachinidae.